# Памятник Михаилу Фрунзе (Москва)

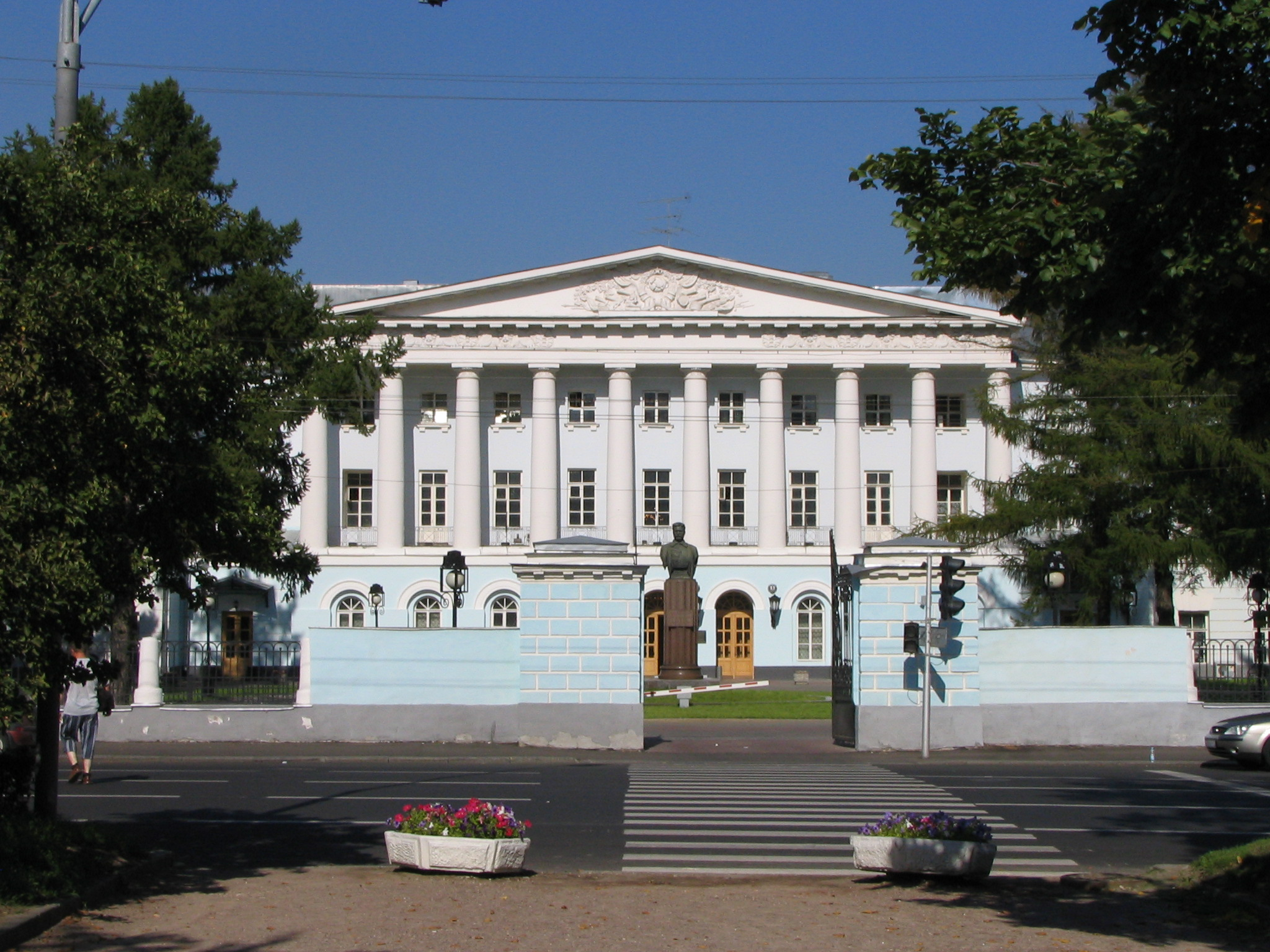
Памятник на Суворовской площади в 2007 году

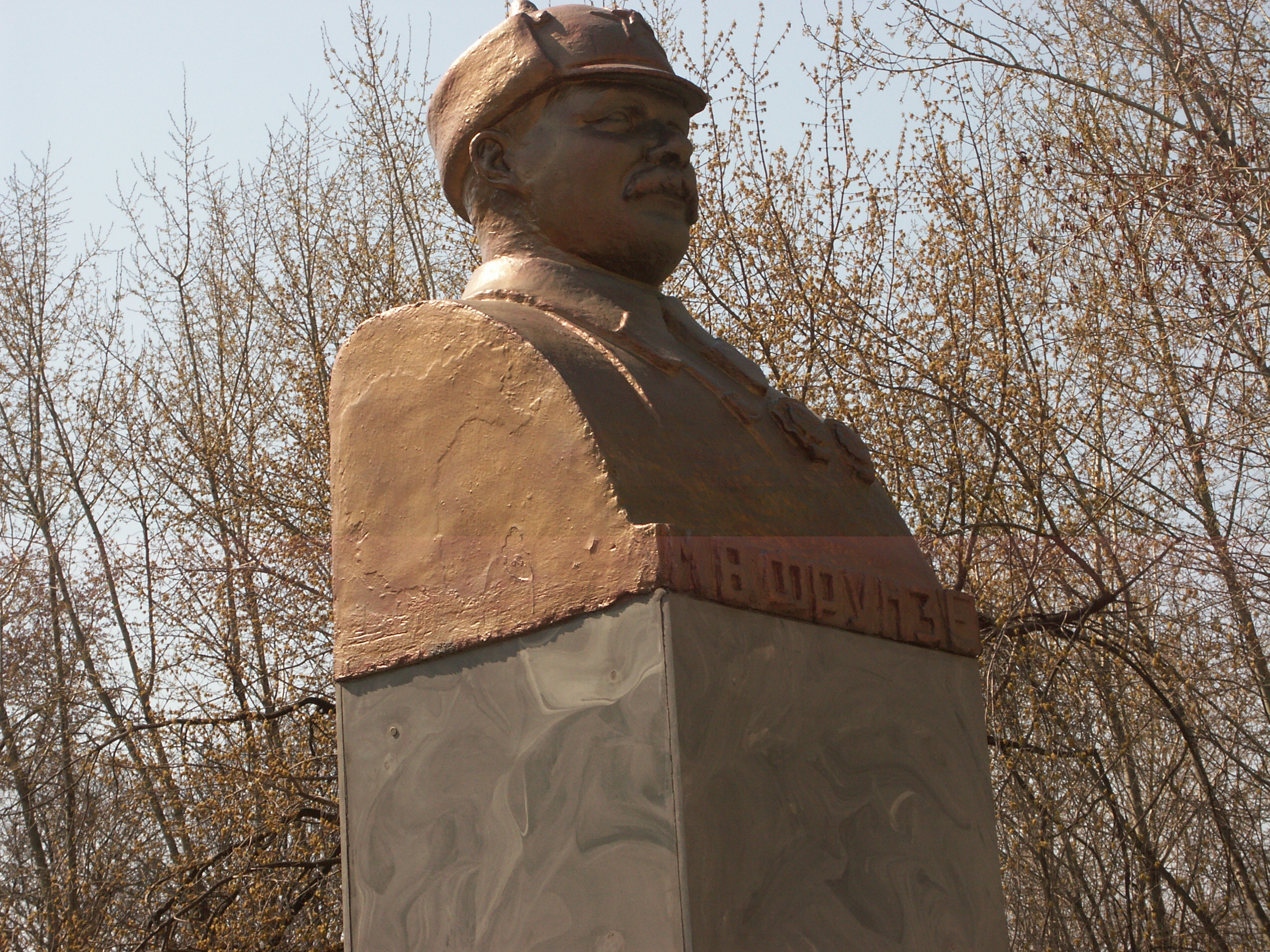
Памятник в сквере на Девичьем поле в 2006 году

Па́мятники Михаи́лу Фру́нзе — московские памятники советскому государственному и военному деятелю Михаилу Фрунзе, военному тактику и одному из наиболее значимых военачальников Красной армии во время Гражданской войны.

## Суворовская площадь
55°46′54″ с. ш. 37°37′01″ в. д.

Установлен в 1960 году на площади Коммуны (в настоящее время называется Суворовской площадью) перед главным входом в Центральный дом Советской армии. Авторами проекта являются скульптор Евгений Вучетич и архитектор Григорий Захаров. В 2007-м памятник признан объектом культурного наследия регионального значения.
Бронзовый бюст помещён на гранитный постамент, стилизованный под колонну. На нём расположена памятная табличка с надписью: «Михаил Васильевич Фрунзе 1885—1925». Военачальник изображён молодым, одетым в военную форму.

## Улица Знаменка
55°45′02″ с. ш. 37°36′17″ в. д.

Установлен в 1959 году напротив здания, в котором в первые годы советской власти размещался Реввоенсовет Республики и где неоднократно проходили совещания и заседания под председательством военачальника. Авторами проекта являются скульптор Зиновий Виленский и архитектор Зиновий Розенфельд.
Статуя изображает мужчину средних лет в военной форме. Бронзовый бюст помещён на гранитный постамент с надписью: «Михаил Васильевич Фрунзе 1885—1925».

## Девичье поле
55°44′14″ с. ш. 37°34′41″ в. д.

Установлен в 1927 году в сквере Девичьего поля около здания Военной академии имени Михаила Фрунзе. Автор скульптуры — Сергей Меркуров.
Гранитный бюст изображает полководца в военной форме с двумя орденами Красного Знамени и будёновке. Скульптура установлена на постамент из того же материала.

## Другие памятники
- Памятник Фрунзе на его могиле у Кремлёвской стены, установлен в 1947 году. Автор — скульптор Сергей Меркуров[5].
- Памятник у торцевой стены центрального зала станции метро «Фрунзенская», установлен в 1957 году. Автор — скульптор Евгений Вучетич[1].